# Mamestra albimacula
Mamestra albimacula là một loài bướm đêm trong họ Noctuidae.